# Abitibi-Témiscamingue
Abitibi-Témiscamingue è una regione amministrativa del Québec, situata nella sezione sud-occidentale della provincia. Ha una superficie di 65.143 km², e nel 2007 possedeva una popolazione di 150.622 abitanti.

## Suddivisioni
La regione si compone di 5 municipalità regionali di contea e un territori equivalente.
Municipalità Regionali di Contea
- Abitibi, con capoluogo la città di Amos
- Abitibi-Ouest, con capoluogo la città di La Sarre
- La Vallée-de-l'Or, con capoluogo la città di Val-d'Or
- Témiscamingue, con capoluogo la città di Ville-Marie

Municipalità indipendenti al di fuori delle MRC
- città di Rouyn-Noranda

Riserve indiane autoctone al di fuori delle MRC
- Riserva Indiana di Kebaowek
- Riserva Indiana di Lac-Simon
- Riserva Indiana di Pikogan
- Riserva Indiana di Timiskaming
- Riserva Indiana di Kitcisakik
- Riserva Indiana di Winneway